# TowerCast
TowerCast, créé en 1986, est le deuxième opérateur français de diffusion de services radio (radio FM, radio numérique…) et de télévision numérique (TNT, TMP…), et filiale indépendante du groupe NRJ depuis 1992. 
TowerCast exploite un réseau d'émetteurs situés sur plus de 500 points hauts en France métropolitaine. TowerCast héberge également les installations d'opérateurs de télécommunication (GSM, UMTS, BLR, WiMAX, PMR).

## Histoire
La société Sogetec est créée en 1986. En 1992, Sogetec est rachetée par le groupe NRJ. En 1994, le groupe NRJ centralise ses activités de diffusion au sein de Sogetec.
En janvier 2000, le groupe NRJ annonce son intention de coter Sogetec en bourse. À l'heure de cette annonce, Sogetec contrôle 25 % du marché de la radiodiffusion en France pour un chiffre d'affaires annuel de 73 millions de francs, avec un parc de 300 sites de diffusion dont la valeur côtoie le milliard de francs. Cette entrée en bourse permet de lever 500 millions de francs pour étendre son réseau de diffusion aux opérateurs de télévision et de télécom.
En mars 2000, avec le groupe d'investissement Marine Wendel et UPC, Sogetec crée Fortel, un réseau en boucle locale radio de téléphonie et d'accès haut-débit à internet.
En juin 2000, Sogetec devient TowerCast.  
En mars 2001, UPC, alors en difficultés financières, annonce son retrait imminent du capital de Fortel. En mai 2001, un plan de reprise mène à la dilution des parts de TowerCast dans Fortel de 5 % à 0,1 %. Ce rachat annonce un virage stratégique pour Fortel qui abandonne le plan de vendre de l'accès à internet directement aux usagers, pour se repositionner comme fournisseur aux structures professionnelles locales. Fin mai 2010, le groupe NRJ est indemnisé à hauteur de 125 millions de francs par les autres actionnaires de Fortel qui se sont contractuellement engagés à racheter les parts de NRJ Group, terme qui ne fut donc pas respecté. TowerCast conserve cependant sa participation de 0,1 % dans Fortel.
En juin 2014, TowerCast rachète à Lagardère Active son activité d’auto-diffusion radio. Cette opération permet à TowerCast de prendre 213 nouvelles diffusions FM, soit un gain de 15 % de parts de marché, et 70 nouveaux sites d'émissions,.
En juin 2015, TDF est condamné à verser 5,6 millions d'euros à TowerCast après que la justice a admis l'existence de « pratiques tendant à évincer ses concurrents du site de la Tour Eiffel », un dossier concernant un appel d'offres datant de 2005.
En février 2016, l'Agence nationale des fréquences accorde à TowerCast une indemnisation de 18,2 millions d'euros à la suite de l'abrogation par le CSA des multiplexes R5 et R8.
Fin 2017, le groupe NRJ annonce vouloir vendre sa filiale TowerCast et réclamerait plus de 300 millions d'euros pour son pôle diffusion.

## Activités
TowerCast est une filiale à 100 % de NRJ Group, et le 2e opérateur français de diffusion de radio et de télévision numérique. Avec 800 sites d'émission en France, TowerCast distribue les contenus des radios du groupe NRJ, mais aussi de ses concurrents. Ces 800 sites sont dotés d'installations pour les opérateurs de télécommunications.

### Articles liés
- TDF
- OneCast